# Ethan Laidlaw
Ethan Allen Laidlaw (Butte, 25 novembre 1899 – Los Angeles, 25 maggio 1963) è stato un attore statunitense.
Nella sua carriera, iniziata nel 1923 e conclusasi con la morte nel 1963, si possono contare oltre 500 apparizioni tra cinema e televisione. Era attivo soprattutto in film western.

## Filmografia parziale

### Cinema
- Crack o' Dawn, regia di Albert S. Rogell (1925)
- Is That Nice?, regia di Del Andrews (1926)
- Il diamante del reggente (The Big Diamond Robbery), regia di Eugene Forde (1929)
- Speed Demon, regia di D. Ross Lederman (1932)

### Televisione
- Le leggendarie imprese di Wyatt Earp (The Life and Legend of Wyatt Earp) – serie TV, 138 episodi (1955-1961)
- Screen Directors Playhouse – serie TV, episodio 1x29 (1956)
- The Restless Gun – serie TV, episodio 1x21 (1958)
- Pony Express – serie TV, episodio 1x09 (1959)
- La valle dell'oro (Klondike) – serie TV, episodi 1x05-1x06 (1960)
- Carovana (Stagecoach West) – serie TV, episodi 1x04-1x15-1x29 (1960-1961)